# Hevia
José Ángel Hevia Velasco (asztur-leóni nyelven Xosé Angel Hevia Velasco), közismertebb nevén Hevia (Villaviciosa, Spanyolország, 1967. október 11. –) spanyol dudás. Legismertebb dala a Busindre Reel az 1998-ban megjelent Tierra de Nadie című albumról.

## Élete
Hevia 1967-ben született a spanyolországi Asztúriában fekvő Villaviciosában. 7 évesen kezdett el dudán, a gaitá-n játszani, miután nagyapjával az utcán sétálva találkoztak egy idős dudással. A kisfiúra életre szóló hatást gyakorolt az öreg virtuóz játéka és szoros kapcsolata a hangszerrel. Az első sikerét 1991-ben testvérével közösen aratta egy fiatal előadók számára rendezett népzenei versenyen. A verseny díjaként lehetőséget kapott első albuma megjelentetésére. 1992-ben első díjat nyert az Oviedóban rendezett Remis Ovalle Emlékversenyen.
Aktív közéleti tevékenységet is folytat, így pártpolitikától függetlenül az egyik legfőbb szószólója az asztur-leóni nyelv védelmére és fenntartására szervezett kampányoknak, így többek között tüntetéseken olvas fel kiáltványokat ezen a nyelven. 2009-ben az Academia de la Llingua Asturiana (Asztúriai Nyelvi Akadémia) tiszteletbeli tagjává választotta.
Világhírűvé vált számában, a Busindre reel-ben is elhangzik egy rövid ének asztúriai nyelven, melyet Mari Luz Cristóbal Caunedo asztúriai énekesnő.

## Diszkográfia

### Nagylemezek
- Hevia (1991)
- Tierra de nadie (Senki földje, 1998)
- Al otro lado (A másik oldal, 2000)
- Tierra de Nadie: Speciális kiadás CD + DVD (2000)
- Étnico ma non troppo (2003)
- Tierra de Hevia (Hevia földje, 2005)
- Grandes Éxitos: Hevia (Nagy sikerek: Hevia, 2005)
- Obsession (Rögeszme, 2007)
- Lo mejor de Hevia (A legjobb Hevia, 2009)

### Kislemezek
- El Saltón
- El Garrotín
- Busindre Reel
- El Garrotín (remix)
- Sobrepena
- Baños de Budapest
- Tanzila
- Taramundi 130
- Tirador
- Lluz de domingu - Obsession

## Fordítás
- Ez a szócikk részben vagy egészben a José Ángel Hevia című asztúriai Wikipédia-szócikk ezen változatának fordításán alapul.  Az eredeti cikk szerkesztőit annak laptörténete sorolja fel. Ez a jelzés csupán a megfogalmazás eredetét és a szerzői jogokat jelzi, nem szolgál a cikkben szereplő információk forrásmegjelöléseként.